# Astragalus baba-alliar
Astragalus baba-alliar är en ärtväxtart som beskrevs av Ahmed Ahmad Parsa. Astragalus baba-alliar ingår i släktet vedlar, och familjen ärtväxter.

## Underarter
Arten delas in i följande underarter:
- A. b. baba-alliar
- A. b. nudicarpus